# 地球外の不動産

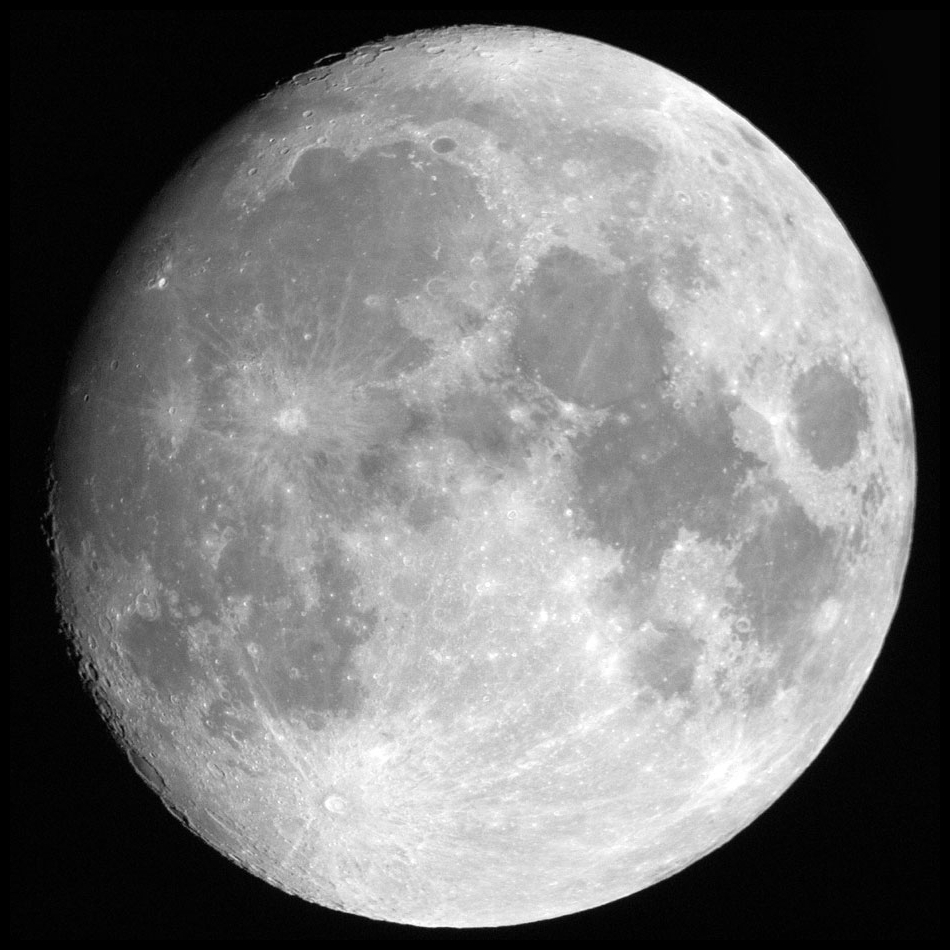
地球から観測した月。月の私有の可能性を主張する者が存在する。

地球外の不動産（ちきゅうがいのふどうさん）とは、ある組織もしくは個人によって販売される地球以外の惑星もしくは衛星の土地、または空間の一部分である。
地球外の不動産の所有権に関しては、いかなる権威（国際機関や政府機関など）によっても認知されない。しかしながら、中には例えば月のような天体の所有権を勝手に宣言し、「月の土地の譲渡証書」や「火星の土地の譲渡証書」といった所有権証明書を活発的に「販売」している個人や組織が存在する。これらの「譲渡証書」には何の法的地位もない。

## 歴史
他の天体の不動産に関する話題は1890年代より存在している。それから数十年の間、公的な動きが登場しては消えていき、1936年になって注目に価するアイディアが現れ、世間に認知された。ディーン・リンゼイは1936年6月15日に全ての地球外不動産の所有権を主張し、ピッツバーグの公証人に手紙と共に譲渡証書、そして所有権を得るためのお金を送付した。公証人は彼に買取を申し出た。
1956年（昭和31年）には、日本の民間宇宙団体である日本宇宙旅行協会（原田三夫理事長）が、イベントとして「火星の土地分譲」を行い、大きな反響を呼んだ。話の発端は、協会事務局長の岸田虎二（劇作家の岸田國士の弟で、俳優の岸田森の父）が、知人で漫画評論家の伊藤逸平に、冗談として火星の土地分譲を持ちかけ、伊藤が火星の土地500万坪を100円で「購入」した、というものであったが、この話がテレビなどで伝えられると、協会に問い合わせが殺到したため、実際に「火星土地分譲予約受付証」を発行することになった。これは、将来、日本宇宙旅行協会が火星を開発し、土地分譲の権利を有したときに、優先的に割り当てを受ける、という内容の証書で、一人につき10万坪まで、予約手数料200円で申し込みを受け付ける、という仕組みとなっていた。11月から販売を開始したところ、年末までの2か月間に1800人が申し込みを行い、12月31日夜には東京の日活国際会館で「第一回火星地主大会」が開催されている。

## 法的な問題
1967年に発効した宇宙条約によれば、宇宙空間は「全人類に認められる活動分野」であり、いかなる国家による主権の主張は認められない。条約は国家に適用され、国家に義務が課せられる。そして条約の作成段階では、現実的に宇宙空間に行こうとするものは国家だけであったため、個人については言及がなされていない。宇宙条約は98カ国が批准しており、その中には主要な宇宙開発国である日本、アメリカ、中国、ロシアなども含まれている。
1979年に月その他の天体における国家活動を律する協定が採択され、1984年に発効した。これにより地球外の天体の不動産を所有することが禁止された。しかしながら2008年1月1日現在、批准国は13カ国にとどまっており、しかもこれらのほとんどは主要な宇宙開発国ではない。バイコヌール宇宙基地を持っているカザフスタンは条約を批准しているが、施設は賃貸借協定を結んでいるロシア連邦によって運営されている。

## 個人売買構想
多くの個人や組織が、個人向けに月や他の天体の一部を購入するプランや構想を提供している。その法的な根拠については詳細はプランごとに異なるが、中には「1967年に発効した宇宙条約では国家による天体の領有の主張を禁じているが、個人が領有を主張することを禁止するような制限は加えられていない」と明示しているものさえある。
多くの国家や地域は、新しく発見された陸上に対する理不尽な主張を防止するために、不動産と所有法規を持っている。故に単純な主張では領有権を主張するには足りず、主張する者は「占有する意志」を示さなければならない。月や他の天体の場合、現時点ではこうしたことは明らかに困難である。
これらの事実を考えれば、「譲渡証書」という仕組みは法的には象徴的な、もしくは珍しさの価値しか持たず、どの国の公的な運営組織も法的な有効性を与えない。
1949年に書かれたロバート・A・ハインラインの短編小説『月を売った男』(The Man Who Sold the Moon) では、このような構想や仕組みに関して描写されている。ハインラインの『異星の客』では、「ラーキン判決」(Larkin Decision) と呼ばれる月の所有権をめぐる訴訟事件の判決に触れている。『3万3千平米』は、藤子・F・不二雄によるSF短編漫画で、火星の土地の権利証を題材としている。

## 空っぽな空間の所有権
空っぽな空間の所有権については、他の天体における土地の所有権とはまた違った問題だと考えられる。なぜならば空虚であること、その領域を定義すること、そしてその中にあるものすべてを保持することは困難だからである。宇宙条約によれば、宇宙空間は全人類のための空間としており、事実上、任意の空っぽな空間の個人的な保有を禁止している。
現実に生じている所有権問題としては、静止軌道における人工衛星への割り当てがある。これは国際電気通信連合によって管理されている。1976年に赤道直下の国々を集め開かれた協議において8カ国が署名した「第1回赤道諸国会合宣言」（ボゴタ宣言）は調印した国々の上空に横たわっている静止軌道について主権を行使しようとする試みである。これらの主張は国際的な支持や承認を得られず、その後大部分が放棄された。